# Comuna Bucovăț, Timiș
Bucovăț este o comună în județul Timiș, Banat, România, formată din satele Bazoșu Nou și Bucovăț (reședința). A făcut parte din comuna Remetea Mare. A fost declarată comună, având în componența sa și satul Bazoșu Nou.

## Localizare
Bucovățul se situează în centrul județului Timiș, la circa 10 km est de municipiul Timișoara. Se învecinează la nord cu Remetea Mare (3 km), la est cu Bazoșu Nou (3 km), la sud cu Albina, la sud-vest cu Moșnița Veche (7 km).

## Istorie

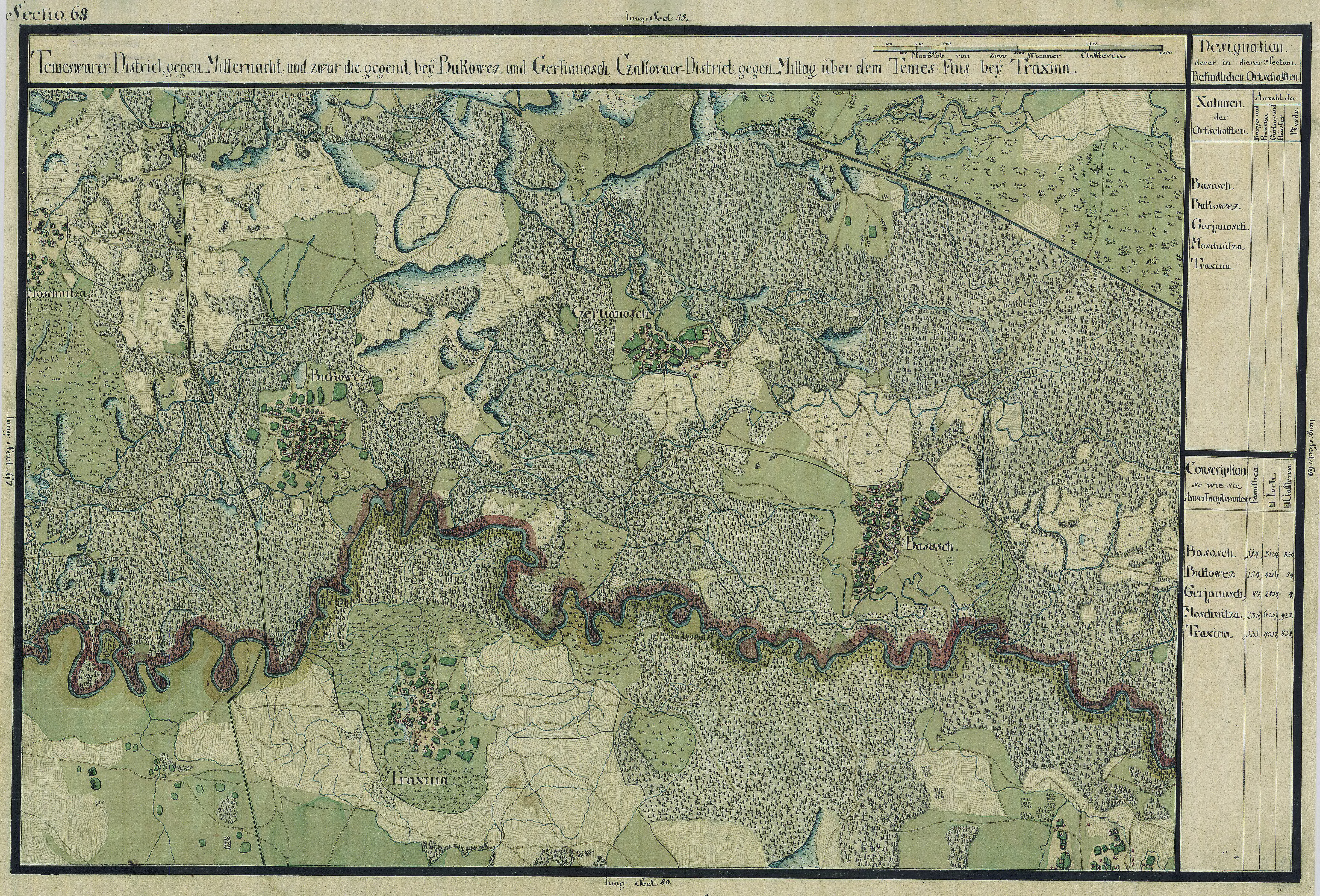
Bucovăț în Harta Iosefină a Banatului, 1769-72

Pe teritoriul localității au fost descoperite urme arheologice începând cu epoca fierului, dar mai ales din neolitic. Conform Monografiei Banatului de Ioan Lotreanu, prima atestare documentară datează din 1492, într-o diplomă care îi acordă Bucov-ului statutul de oraș. Acest lucru arată că localitatea e mult mai veche. Despre existența localității în perioada otomană nu se cunosc amănunte, dar ea exista la 1690, pentru că este consemnată de Marsigli în notele sale.
Sursele documentare de după cucerirea Banatului de către habsburgi, însemnează satul cu numele Bucova (la 1723, pentru că la 1717 nu apare menționată). Inițial, vatra satului s-a aflat în altă parte, pe o zonă mlăștinoasă. Din cauza numeroaselor inundații, satul a fost mutat pe vatra actuală. Până la 1720 locuitorii s-au mutat în totalitate în noua așezare și în plus au mai sosit aici familii de români din Oltenia, cărora localnicii le-au zis „țărani”, de la care a rămas până astăzi o stradă numită „ulița țăranilor”. Prima școală a fost construită pe la 1774, iar în 1776, comuna avea 82 case.
În secolul al XIX-lea au fost încercate colonizări cu maghiari, dar aceștia au plecat, Bucovățul rămânând complet românesc. A făcut parte din comuna Remetea Mare, de care s-a desprins în anul 2007 și împreună cu Bazoșu Nou a format comuna Bucovăț.

## Demografie
Componența etnică a comunei Bucovăț
     Români (85,63%)
     Alte etnii (2,43%)
     Necunoscută (11,94%)
Componența confesională a comunei Bucovăț
     Ortodocși (79,58%)
     Romano-catolici (2,43%)
     Baptiști (1,35%)
     Alte religii (3,54%)
     Necunoscută (13,1%)
Conform recensământului efectuat în 2021, populația comunei Bucovăț se ridică la 2.512 locuitori, în creștere față de recensământul anterior din 2011, când fuseseră înregistrați 1.601 locuitori. Majoritatea locuitorilor sunt români (85,63%), iar pentru 11,94% nu se cunoaște apartenența etnică. Din punct de vedere confesional, majoritatea locuitorilor sunt ortodocși (79,58%), cu minorități de romano-catolici (2,43%) și baptiști (1,35%), iar pentru 13,1% nu se cunoaște apartenența confesională.

## Politică și administrație
Comuna Bucovăț este administrată de un primar și un consiliu local compus din 11 consilieri. Primarul, Gheorghe Pop[*], de la Coaliția Națională pentru România, este în funcție din octombrie 2020. Începând cu alegerile locale din 2024, consiliul local are următoarea componență pe partide politice:
|  | Partid                            | Consilieri | Componența Consiliului | Componența Consiliului | Componența Consiliului | Componența Consiliului | Componența Consiliului | Componența Consiliului |
|  | --------------------------------- | ---------- | ---------------------- | ---------------------- | ---------------------- | ---------------------- | ---------------------- | ---------------------- |
|  | Coaliția Națională pentru România | 6          |                        |                        |                        |                        |                        |                        |
|  | Alianța Dreapta Unită             | 3          |                        |                        |                        |                        |                        |                        |
|  | Alianța pentru Unirea Românilor   | 1          |                        |                        |                        |                        |                        |                        |
|  | Partidul Puterii Umaniste         | 1          |                        |                        |                        |                        |                        |                        |